# Aeroporto Internacional Aimé Césaire
O Aeroporto Internacional Aimé Césaire-Martinica (IATA: FDF, ICAO: TFFF) é o aeroporto internacional da Ilha de Martinica. Localizado em Le Lamentin, subúrbio da capital Fort-de-France. Foi aberto em 1950 e renomeado em 2008, após a morte do autor e político de Martinica, Aimé Césaire.

## Características
O aeroporto se localiza em uma altitude de 5m. Possui uma única pista asfaltada de 3.300m de comprimento e 45m de largura, que está apta a receber aviões grandes.

## Estatísticas
Ver a consulta original do Wikidata.

## Destinos e Companhias
| Companhias Aéreas    | Destinos |
| -------------------- | --- |
| Air Antilles Express | Barbados, Dominica, Pointe-à-Pitre, Santa Lúcia, Saint-Martin, Sint-Maarten, Saint-Barthélemy, Santo Domingo |
| Air Canada           | Montreal-Trudeau                                                                                             |
| Air Caraïbes         | Paris-Orly, Pointe-à-Pitre, Santo Domingo, Saint-Martin, Santa Lúcia                                         |
| Air France           | Caiena, Miami, Paris-Orly, Pointe-à-Pitre, Porto-Príncipe, Santo Domingo                                     |
| Air Transat          | Montreal-Trudeau                                                                                             |
| American Airlines    | Miami |
| Corsairfly           | Paris-Orly                                                                                                   |
| Cubana de Aviación   | Havana |
| LIAT                 | Barbados, Santa Lúcia                                                                                        |
| Seaborne Airlines    | San Juan |
| XL Airways France    | Paris-Charles de Gaulle                                                                                      |